# 皇慶 (元)
皇慶（こうけい）は、中国・元の仁宗アユルバルワダの治世で用いられた元号。1312年 - 1314年。モンゴル語史料ではQong-kingと転写されている。
- 至大4年3月18日：アユルバルワダ即位により翌年より踰年改元。
- 2年：元代になって初めて公式に科挙を実施。
- 3年正月22日：延祐に改元。

## 西暦・干支との対照表
| 皇慶 | 元年   | 2年    | 3年    |
| 西暦 | 1312年 | 1313年 | 1314年 |
| 干支 | 壬子   | 癸丑   | 甲寅   |